# Kenneth J. Harvey
Kenneth Joseph Thomas Harvey (nascido em 22 de janeiro de 1962) é um escritor e cineasta canadense de Newfoundland e Labrador.
A coleção de contos de estreia de Harvey, Directions for an Opened Body, foi publicada em 1990. e foi indicada para o prêmio Commonwealth Writers. Ele seguiu em 1992 com seu primeiro livro, Brud, que foi finalista do SmithBooks/Books in Canada First Novel Award em 1993.
Seu livro de 2003, The Town That Forgot How to Breathe, foi seu primeiro livro a ser republicado nos Estados Unidos, e foi o vencedor do Prêmio Thomas Head Raddall em 2004. O livro também ganhou o Libro del Mare da Itália como melhor livro sobre o mar. Em 2006, seu romance Inside ganhou o Prêmio Rogers Writers' Trust Fiction e o Prêmio Winterset, e foi pré-selecionado para o Prêmio Giller de 2006.
Seu livro de 2008, Blackstrap Hawco, foi pré-selecionado para o Prêmio Giller em 2008.
Como cineasta, Harvey é mais conhecido por seu documentário de 2018 , Immaculate Memories: The Uncluttered Worlds of Christopher Pratt, um documentário do artista Christopher Pratt, que foi indicado ao Canadian Screen Award de Melhor Documentário de Longa-Metragem no 7º Canadian Screen Awards em 2019, e ganhou o prêmio de Melhor Filme Canadense no Festival Internacional de Filmes sobre Arte de 2019.
Em 2000, com sua esposa Janet, Harvey fundou o ReLit Awards, um prêmio anual para a literatura canadense independente. A gestão do ReLits foi assumida em 2021 por sua filha, Katherine Alexandra Harvey.

## Livros
- Directions for an Opened Body - 1990
- Brud - 1992
- Stalkers - 1994
- The Hole That Must Be Filled - 1995
- Nine-Tenths Unseen - 1996
- Kill The Poets: Anti-verse - 1998
- The Flesh So Close - 1998
- The Great Misogynist - 1998
- Everyone Hates a Beauty Queen - 1998
- The Woman in the Closet - 1998
- Skin Hound - 2000
- Little White Squaw: A White Woman's Story of Abuse, Addiction, and Reconciliation - 2002, with Eve Mills Nash
- The Town That Forgot How to Breathe - 2003
- Shack: The Cutland Junction Stories - 2004
- Inside - 2006
- Blackstrap Hawco - 2008
- Reinventing the Rose - 2011

## Filmes
- Adolescente com Opiniões - 2011
- box
- It's a Girl
- Remains
- Geek Assassin - 2013
- It Was Sunny The Day I Killed Her - 2015
- The Immigrant's Handbook
- The Drinking Life - 2017
- I Heard the Birch Tree Whisper in the Night: Gerald Squires on Creation and Death - 2017
- Memórias Imaculadas: Os Mundos Desobstruídos de Christopher Pratt - 2018
- Immaculate Memories: The Uncluttered Worlds of Christopher Pratt - 2018
- The Incredible Vanishing Sisters - 2022
- What the Darkness Cannot Extinguish: The Storytelling Madness of Clifford George - 2023
- The Governor of Georgetown
- The Bear Inside a Whale - 2025

## TV
- The Slattery Street Crockers (Roteirista/Diretor/Produtor)
- BUCKY (Escritor/Diretor/Produtor)
- Lore (Escritor/Diretor/Produtor)